# باد بلاك (لاعب كرة قاعدة)
باد بلاك (بالإنجليزية: Bud Black)‏ هو لاعب كرة قاعدة أمريكي، ولد في 9 يوليو 1932 في سانت لويس في الولايات المتحدة، وتوفي في 2 أكتوبر 2005.

## وصلات خارجية
- باد بلاك (لاعب كرة قاعدة) على موقعبيزبول رفرنس.كوم (الدوري الرئيسي) (الإنجليزية)
- باد بلاك (لاعب كرة قاعدة) على موقعبيزبول رفرنس.كوم (الدوري الثانوي) (الإنجليزية)
- باد بلاك (لاعب كرة قاعدة) على موقع مشجعي الرسوم البيانية (الإنجليزية)